# Dappula IV
Dappula IV fou rei d'Anuradhapura (Sri Lanka) del 939 al 940. Fou fill i successor de Kassapa V.
Sota el seu pare fou sub-rei. Va pujar al tron però només el va ocupar durant set mesos. Va cedir un poble al temple de Mirisvetiya Vihara 
A la seva mort el va succeir el seu germà Dappula V.